# Nueva Segovia megye
Managua  egy megye Nicaraguában. A fővárosa Ocotal.

## Földrajz
Az ország északnyugati részén található. Megyeszékhely: Ocotal
12 tartományból áll:
1. Ciudad Antigua
2. Dipilto
3. El Jícaro
4. Jalapa
5. Macuelizo
6. Mozonte
7. Murra
8. Ocotal
9. Quilalí
10. San Fernando
11. Santa María
12. Wiwilí de Nueva Segovia